# Zillisheim
Zillisheim település Franciaországban, Haut-Rhin megyében. Lakosainak száma 2509 fő (2022. január 1.). Zillisheim Hochstatt, Brunstatt-Didenheim, Flaxlanden, Frœningen, Illfurth, Luemschwiller és Steinbrunn-le-Haut községekkel határos.

## Népesség
A település népessége az elmúlt években az alábbi módon változott:
| Lakosok száma | 2627 | 2607 | 2667 | 2572 | 2555 | 2538 | 2524 | 2514 | 2509 |
|               | 2013 | 2015 | 2016 | 2017 | 2018 | 2019 | 2020 | 2021 | 2022 |